# Otto Schmidt (militar)
Otto Schmidt (23 de Fevereiro de 1917 - ?) foi um piloto alemão da Luftwaffe durante a Segunda Guerra Mundial. Voou cerca de 555 missões de combate, nas quais destruiu 61 tanques inimigos, vários navios de transporte e um submarino.
Entrou para a Luftwaffe no dia 1 de Janeiro de 1938 e, sete meses depois, é promovido a tenente e colocado na I./StG 165 (mais tarde I./StG 77). Prestou serviço durante a Segunda Guerra Mundial como piloto de bombardeiros de mergulho Junkers Ju 87 Stuka, e pela prestação de serviço foi condecorado no dia 24 de Abril de 1942 com a Cruz Germânica e no dia 3 de Setembro de 1942 com a Cruz de Cavaleiro da Cruz de Ferro. A partir de 1944, foi retirado da frente de combate e colocado no estado-maior. Depois do cessar das hostilidades, foi feito prisioneiro de guerra pelos britânicos, tendo sido libertado em 1947.